# Pieter van Opmeer
Pieter van Opmeer (Amsterdam, 13 september 1526 – Delft, 4 november 1594) was een Nederlands rooms-katholiek historicus en schrijver. Hij stond bekend om zijn brede belangstelling voor de wetenschappen, zijn inzet voor het katholicisme in tijden van religieuze onrust, en zijn historisch werk over katholieke martelaren in de Nederlanden.
Pieter van Opmeer werd geboren in een aanzienlijke familie. Zijn vader, Pieter van Opmeer, was van adel. Zijn moeder, Maria van Akersloot, was eveneens van voorname afkomst. Na het vroegtijdige overlijden van zijn vader kreeg hij onderwijs van onder meer Alardus van Amsterdam en Nicolaas Cannius. Vervolgens studeerde hij aan de universiteit van Leuven, waar hij les kreeg van Petrus Nannius, en te Doornik om zich daar op de wiskunde toe te leggen.
Op negentienjarige leeftijd keerde hij op verzoek van zijn moeder terug naar Amsterdam en trad in het huwelijk met Sophia Sasbout, een Delftse burgemeestersdochter. Later vestigde hij zich in Delft, de woonplaats van haar familie. Daar kreeg hij les van rector Petrus Resenius (Reseniks), rector van de Latijnse school, die hem in meetkunde onderwees. Door de toenemende godsdiensttwisten richtte hij zich op de theologie, om de gereformeerde leer te kunnen weerleggen.
Na de inname van Den Briel door de watergeuzen, maar vooral na de moord op Cornelis Musius, ontvluchtte hij Delft en sloot zich aan bij het Spaanse leger bij Leiden. Daar werd hij door Francisco de Valdez benoemd tot secretaris van de krijgsraad. Later vroeg de schout van Amsterdam hem terug te keren om de katholieke gemeenschap te bemoedigen. Hij verbleef in Amsterdam tot 1578, toen de stad overging naar de zijde van de opstandelingen. Opmeer vestigde zich toen voorgoed in Delft.
Van Opmeer was een productief schrijver. Zijn bekendste werk is Historia Martyrum Batavicorum, een geschiedenis van de katholieke martelaren in de Noordelijke Nederlanden. Ook vertaalde hij werken van onder anderen Vincentius van Lérins.
Hij stond in hoog aanzien bij tijdgenoten, onder andere Maarten van Heemskerck, Frans Floris en kardinaal Hovius. Volgens tijdgenoten had hij een uitzonderlijk geheugen en een brede belezenheid. Hij beoefende bovendien de schilder-, graveer- en bouwkunst.
Pieter van Opmeer werd begraven in de Oude Kerk van Delft. 
- Biografisch Portaal: 44717572
- Digitale Bibliotheek voor de Nederlandse Letteren: opme003
- Gemeinsame Normdatei: 124630650
- International Standard Name Identifier: 0000 0001 0914 8296
- Library of Congress Control Number: nr99001575
- Nationale Bibliotheek van Tsjechië: ola2010587364
- Nederlandse Thesaurus van Auteursnamen: 071534180
- Istituto Centrale per il Catalogo Unico: RMLV032697
- Système universitaire de documentation: 198105304
- Virtual International Authority File: 72331895
- WorldCat: E39PBJxWP4jRByRJgPvwmHRMyd